# NikkieTutorials
Nikkie de Jager-Drossaers, pseud. NikkieTutorials (ur. 2 marca 1994 w Wageningen) – holenderska youtuberka, osobowość internetowa i makijażystka. 
Na swoim kanale posiada 14,5 mln subskrybentów i ponad 1,9 mld wyświetleń. 

## Kariera
W 2008 zaczęła tworzyć filmy o tematyce makijażowej, które następnie publikowała w serwisie YouTube. W 2011 dołączyła do Colourfool Agency, dzięki czemu stała się profesjonalną makijażystką. W 2013 wystąpiła w programie I Can Make You a Supermodel. Popularność zyskała w 2015 po opublikowaniu na YouTube filmu The Power of Makeup. 
W 2017 magazyn „Forbes” umieścił ją w czołówce „influencerów roku” zdobyła nagrodę YouTube Guru podczas Shorty Awards oraz nagrodę Internetowa gwiazda piękna podczas Teen Choice Awards. W tym samym roku wydała linię makijażową we współpracy z marką Ofra, która obejmowała pomadki w płynie i paletę rozświetlaczy. Współpracowała również z Maybelline.
W grudniu 2019 współpracowała z Lady Gagą, promując markę makijażową Haus Laboratories. W sierpniu 2020 we współpracy z marką Beauty Bay stworzyła własną paletę cieni do powiek. W tym samym roku została ambasadorką dobrej woli ONZ. W 2021 prowadziła 65. Konkurs Piosenki Eurowizji odbywający się w Rotterdamie.

## Życie prywatne
Jej młodszy brat, Mikai, zmarł po dwuletniej walce z chłoniakiem w 2018 roku. 
W sierpniu 2019 zaręczyła się z partnerem Dylanem Drossaersem. 6 września 2022 para wzięła ślub. 
13 stycznia 2020 opublikowała na YouTube film zatytułowany Im Coming Out, w którym ujawniła się jako osoba transpłciowa po tym, gdy doszło do szantażu ze strony anonimowej osoby, która groziła upublicznieniem jej transpłciowości – ujawniła wówczas, że poddała się hormonalnej terapii zastępczej jako nastolatka i w wieku 18 lat już ją ukończyła. W sierpniu tego samego roku stała się, wraz z narzeczonym, ofiarą napaści z użyciem broni palnej na jej rezydencję w Uden. W toku śledztwa doszło do aresztowań napastników przez holenderską policję. 